# Nioba (roman)
Nioba (1977) je roman Karla Grabeljška. Mati osmih otrok v notranjem monologu pripoveduje o tragični usodi družine med drugo svetovno vojno. 

## Zgodba
Zgodbo v obliki notranjega monologa pripoveduje ostarela in obnemogla glavna junakinja Nioba – Knezovka, kmečka mater srednjih let, 30 let po vojni, ki je kriva za smrt njenih sinov. Po značaju je zelo sočutna, potrpežljiva, dobra, materinska in razumevajoča. Pisatelj jo je tako poimenoval zaradi grenke usode njenih osmih otrok. En belogardist, drugi partizan. Ker sta med seboj sprta in nikoli ne ve, ali se bosta domov vrnila živa ali ne. Ni lahko biti takšna mater, ampak pisatelj je znal ohraniti kmetiško Niobo prepričljivo, ravno zaradi njene kmečke in materinske prizadetosti. Svoji glavni junakinji je moral ostati zvest, ona pa je morala vse podoživeti, doživeti, pretrpeti, razumeti, odpustiti in pomiriti. 
Že zelo zgodaj sta ji umrla dva izmed otrok, vendar sta bila premlada, da bi se nanju lahko navezala in izkazala materinsko ljubezen.
Zapletanje z dekleti povzročajo nemire v družini. Sinovi zbolijo, mater jim je v oporo, čeprav tudi sama boleha. Prezgodnja smrt je doletela brata in sina Pepčeta in Toneta. Največjo bolečino čuti ob izgubi njej in možu Martinu najbližjega in najstarejšega sina Tinčeta, ki je bil predviden za naslednika grunta. Oče je posestvo hotel oddati enemu izmed sinov hčerke Lenke in moža Mirka, vendar se ta s tem nista strinjala, saj bi moral sin ostati pri njem in se učiti trdega dela na posestvu. Ivana oče ne mara, ker je prestopil k partizanom, čeprav je šel predviden za duhovnika. Mater se Ivana razveseli, saj ga ni videla že nekaj let. Želi si, da posestvo podeduje Ivan, vendar se tudi zaveda, da oče ni zato. Posestvo bi raje dal neznancu kot pa sinu. 
Oče Martin umre, mater in Ivan živita skupaj. Ivan se odloči posaditi rdeči ribez. Deležen je veliko negativnih kritik s strani sovaščanov, češ da ribez ne bo obrodil. Tudi mater je skeptična. Ivanu uspe prodati ribez, z denarjem pa kupi avto. Mater si želi obiskati Bled, vendar se spomni, da se je tam začelo Ivanovo razmerje z nekdanjim dekletom po imenu Milka. Odločila sta se, da gresta na morje. Ivan ni prodal samo ribeza, ampak še kostanjeve kadi, Veselo goro z nasadi hrušk ter Knezovo z njivami, travniki, hišo in hlevom. Knezova se spomni moževih besed, zakaj ni hotel sinu prepisati posestva. Zavedal se je, da nima rad zemlje, rad je imel sebe in ženske. 
Izkaže se, da to ni res, to so samo blodnje, Ivan ni prodal ne ribeza, ne Knezovega, niti avtomobila ni kupil, tudi na morje nista šla, te lise so bile krpe snega. Šla sta na izlet z avtobusom. Le ta odpelje, Ivan jo napoti domov, sam pa bo počakal tam, saj se čuti bolnega. Mater na Knezovo ne želi iti brez sina, nesla ga bo, če bo treba. Ivan pravi, da ni vreden materine ljubezni in skrbi. Knezova odpre oči, v svoji sobi je v postelji. 
Obišče jo Marta, Ivanova žena. Ivan se Knezovo boji obiskati, saj je zapustil mater. Mater si želi, da bi oba prišla na posestvo. Torej oče je imel prav, v Ljubljano je odšel zaradi lažjega in lepšega življenja in ne zato, ker bi bil na posestvu sam. Knezovo po njuni smrti ne bi imelo gospodarja, saj je Marti zdravnik rekel, da ne bo mogla imeti otrok. Med vojno so jo pohabili, bila je kurirka. Vse to je mater ponovno samo sanjala. 
Knezova se odpravi k Ivanu, ker v sanjah sliši njegov klic na pomoč. Tik pred vrati se zgrudi, na tleh jo najde Merlaška. Vstala je po sedmih tednih ležanja zaradi gripe. Mater obišče tudi hčerka Rezika, ki je že pred leti odšla v samostan. Obišče jo, saj so ji odbili zvonovi za pogreb. Zadnja stvar, ki so jo želi vedeti, ali je Pepčetova roka ubila Toneta. Rezika ji potrdi, da se to ni zgodilo. Pogrebni sprevod se ustavi, prišel je Ivan.

### Primerjava
Motiv sega v čas pisateljevanja Ivana Cankarja. V svoji drami, ki je ni nikoli dokončal, je uporabil antični motiv trpeče matere. Cankar slovensko zemljo poimenuje Nioba. Opiše jo kot kmečko mater iz dolenjske ali notranjske vasi, ki ostane sama, saj jo vsi zapustijo. Gre za tragičen simbol, zapuščene in umirajoče slovenske zemlje. 
Grabeljšek ohranja Cankarjevo idejo, le da dogajalni čas pomakne za nekaj desetletji. Gre za leta med in po drugi svetovni vojni. Stara Knezova se na smrtni postelji spominja svojih pokojnih otrok in moža. Ostane sama, njeno življenje pa je polno nenehnih tegob in bolečine, tokovi življenja ji ne prizanašajo, vendar kljub temu potrpi, razume in odpušča.

### Prevodi
- v srbščino: Nioba. Prevedla Branka Dimitrijević. Beograd: Narodna knjiga, 1980. (COBISS)
- v ruščino: Niobeja. Prevedla Marianna Leonidovna Beršadskaja. Moskva: Progress, 1980. (COBISS) Dušanbe: Irfon, 1984. (COBISS)